# NGC 4372
NGC 4372（Caldwell 108）は、はえ座にある球状星団である。